# La Victoria (Aragua)
Pour les articles homonymes, voir La Victoria.
La Victoria, officiellement Nuestra Señora de La Victoria, est une ville du Venezuela de l'État d'Aragua. Depuis le 23 octobre 1986, elle est le chef-lieu de la municipalité de José Félix Ribas. La ville regroupe deux paroisses civiles, José Félix Ribas et Castor Nieves Ríos, dont la population totale s'élève à 98 132 habitants.

## Sources
- (es) Cet article est partiellement ou en totalité issu de l’article de Wikipédia en espagnol intitulé « La Victoria (Venezuela) » (voir la liste des auteurs).